# Daniel Delaveau
Pour les articles homonymes, voir Delaveau.
Daniel Delaveau, né le 22 décembre 1952 à Châlette-sur-Loing (Loiret), est un journaliste et homme politique français, membre du Parti socialiste et notamment maire de Rennes de 2008 à 2014.

## Biographie
Il naît à Châlette-sur-Loing, près de Montargis, dans une famille d’ouvriers, militants de la Jeunesse ouvrière chrétienne (JOC) puis du Mouvement de Libération Ouvrière (MLO),. Adolescent, il est scout et engagé dans diverses associations, où il donne notamment des cours d'alphabétisation aux travailleurs immigrés.
Après le baccalauréat obtenu en 1970 au lycée de Montargis, il suit une année de classe préparatoire (« mathématiques supérieures ») puis s’inscrit en sciences économiques à l’Université d'Orléans (1971). En 1972, il est membre du bureau national de la Jeunesse étudiante chrétienne (JEC). Il en devient président de 1973 à 1975, où il luttera notamment contre la Loi Debré de 1973.
De 1975 à 1978, il est journaliste à l’hebdomadaire Témoignage Chrétien, où il effectue notamment une revue culturelle.
En 1978, il devient le premier responsable du service « Information-Communication » de la mairie de Rennes. De 1987 à 1998, il est directeur de la société d’économie mixte Rennes Cité Média, chargée de la tutelle sur l’exploitation et la programmation du câble. À ce titre, il participe à l’installation du réseau câblé et à la création de TV Rennes,.
Il est nommé en 2001 président de la Société d'économie mixte des transports collectifs de l'agglomération rennaise (SEMTCAR), la société qui a notamment pour mission la construction du réseau du métro à Rennes, étant vice-président de Rennes Métropole, chargé des transports.
Il est marié et père de quatre enfants.

### Parcours politique
Delaveau commence à s'intéresser à la politique lors des événements de Mai 68. Militant du Parti socialiste unifié (PSU) depuis 1970, il rejoint le PS en 1974.
En 1983, il est candidat sur la liste du maire sortant de Saint-Jacques-de-la-Lande, Georges Cano. Il devient adjoint au maire chargé de l’urbanisme. En 1989, il est élu maire de Saint-Jacques-de-la-Lande et sera réélu en 1995 et 2001.
En 1994, il succède également à Georges Cano comme conseiller général du canton de Rennes-Sud-Ouest. Il est réélu en 2001 et occupe de 2004 à 2008 la fonction de vice-président du conseil général d'Ille-et-Vilaine chargé de l’habitat. Lors des élections cantonales de 2008, il choisit de ne pas se représenter afin de se consacrer pleinement à son mandat de maire.
Au sein de l’agglomération rennaise, en 1983, il est le plus jeune vice-président de Rennes District, responsable de la communication. Il conserve cette fonction jusqu'en 1995, date à laquelle il devient vice-président de Rennes Métropole, chargé des transports.
Début 2007, Edmond Hervé, alors maire de Rennes depuis 29 ans annonce qu'il ne briguera pas de nouveau mandat et adoube Delaveau comme successeur légitime. En mars 2007, seul candidat, il est désigné par les militants socialistes pour mener la liste d’union de gauche (PS, PCF, PRG, mouvement Rouge et Vert et UDB) à l'élection municipale de Rennes,.

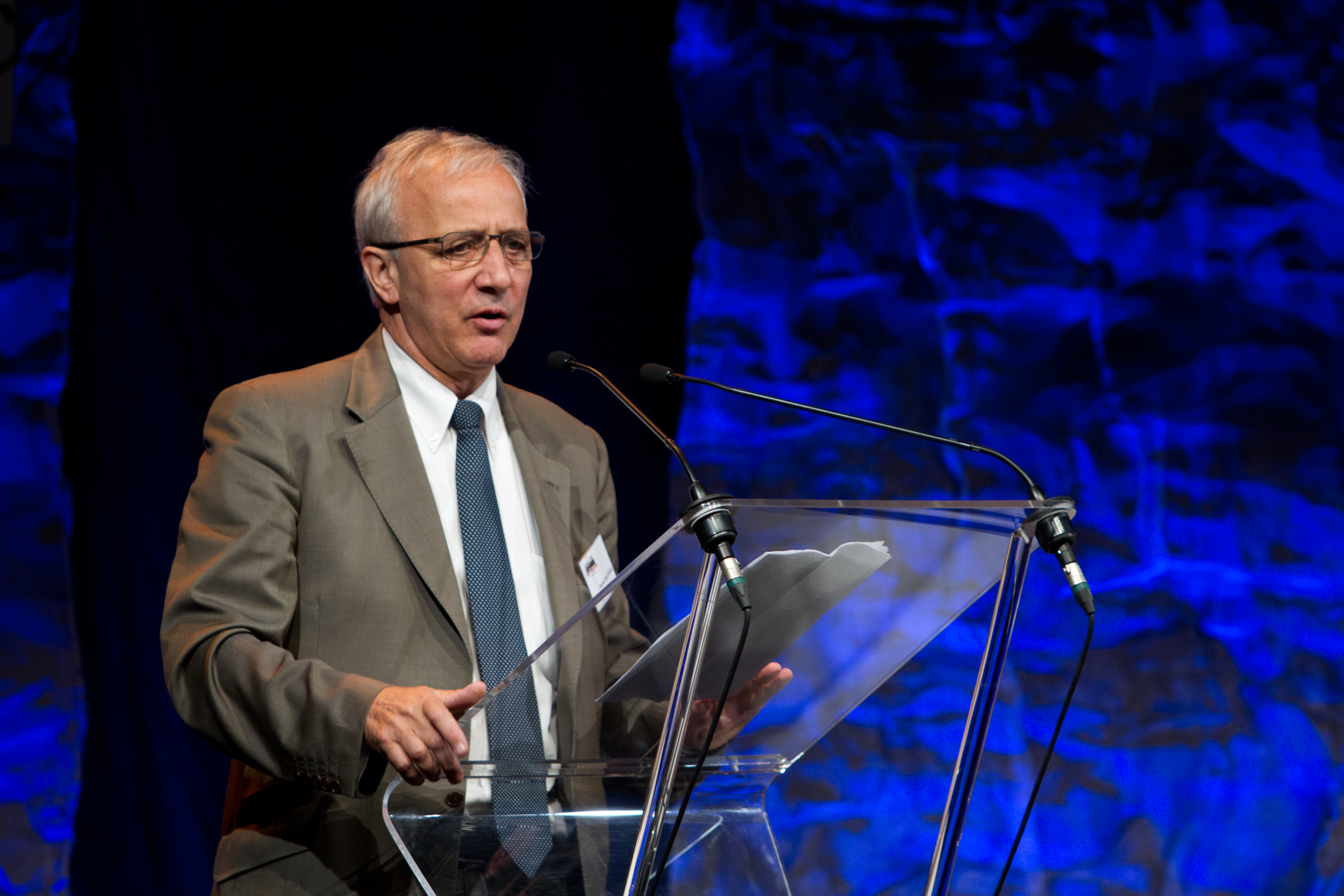
Daniel Delaveau en octobre 2012.

Afin de se consacrer à sa campagne électorale, il démissionne en septembre 2007 de son mandat de maire de Saint-Jacques-de-la-Lande.
Le 16 mars 2008, la liste qu’il conduit remporte largement l'élection en obtenant 60,40 % des suffrages au second tour alors qu’elle était engagée dans une triangulaire face aux listes soutenues par l’UMP et par le MoDem. Il est sans surprise élu maire de la ville le 21 mars 2008 lors de la première réunion du nouveau conseil municipal.
Le 10 avril 2008, il est élu président de Rennes Métropole, où il succède là aussi à Edmond Hervé.
En octobre 2008, il est élu président de l’Assemblée des communautés de France (ADCF) qui fédère un peu plus de 1200 communautés de communes, de communautés d'agglomérations et de communautés urbaines. Il est réélu à la présidence de l'association en octobre 2011.
Alors que son premier mandat de maire de Rennes s'achève, il annonce le 17 décembre 2012 son intention de ne pas se représenter lors des élections municipales de 2014. Il explique cette décision par une volonté de « passer le flambeau après quarante ans de vie publique ». Deux mois plus tard, le Parti socialiste investit son ancienne première adjointe Nathalie Appéré, députée d'Ille-et-Vilaine, comme cheffe de file. Il quitte la présidence de l'Assemblée des communautés de France, sa dernière fonction publique, en octobre 2014.
Il annonce qu'il votera pour Emmanuel Macron lors de l'élection présidentielle française de 2017.

## Détail des mandats et fonctions

### Mandats électoraux
Conseiller général
- 27 mars 1994 - 28 mars 2004 : membre du conseil général d'Ille-et-Vilaine, élu dans le canton de Rennes-Sud-Ouest
- 28 mars 2004 - 16 mars 2008 : vice-président du conseil général d'Ille-et-Vilaine

Conseiller municipal et maire
- 17 mars 1983 - 19 mars 1989 : adjoint au maire de Saint-Jacques-de-la-Lande
- 19 mars 1989 - 8 septembre 2007 : maire de Saint-Jacques-de-la-Lande
- 21 mars 2008 - 4 avril 2014 : maire de Rennes

### Mandats intercommunaux
- 1989 - 2008 : vice-président de Rennes District puis de Rennes Métropole
- 10 avril 2008 - 24 avril 2014 : président de Rennes Métropole[16]
- octobre 2008 - octobre 2014 : président de l’Assemblée des communautés de France (ADCF)[17],[12].